# Старий монастир святої Клари
Стари́й монасти́р свято́ї Кла́ри (порт. Mosteiro (Convento) de Santa Clara-a-Velha) — колишній католицький жіночий монастир у Португалії, в місті Коїмбра, парафії Санта-Клара. Названий на честь святої Клари. Заснований у 1280-х роках на березі річки Мондегу. Відновлений 1314 року наказом португальської королеви Ізабели. Збудований протягом 1316—1326 років у готичному стилі. Належав кларискам, Ордену францисканців. У 1326—1336 роках став резиденцією Ізабели, що прийняла тут чернецтво, а згодом була канонізована. Користувався патронатом королівського дому Португалії. Залишений у 1647—1667 роках через часті розливи річки, що спричиняли повені. Після перенесення монашої спільноти до Нового монастиря святої Клари перетворився на руїни. Національна пам'ятка Португалії (1990). Використовується як музей (з 2006).

## Назва
- Ко́їмбрський монасти́р свято́ї Кла́ри (порт. Mosteiro de Santa Clara de Coimbra) — офіційна назва в часи існування обителі.
- Стари́й (жіно́чий) монасти́р свято́ї Кла́ри (порт. Mosteiro (Convento) de Santa Clara-a-Velha) — назва, надана після переїзду монахинь до Нового монастиря.

## Історія

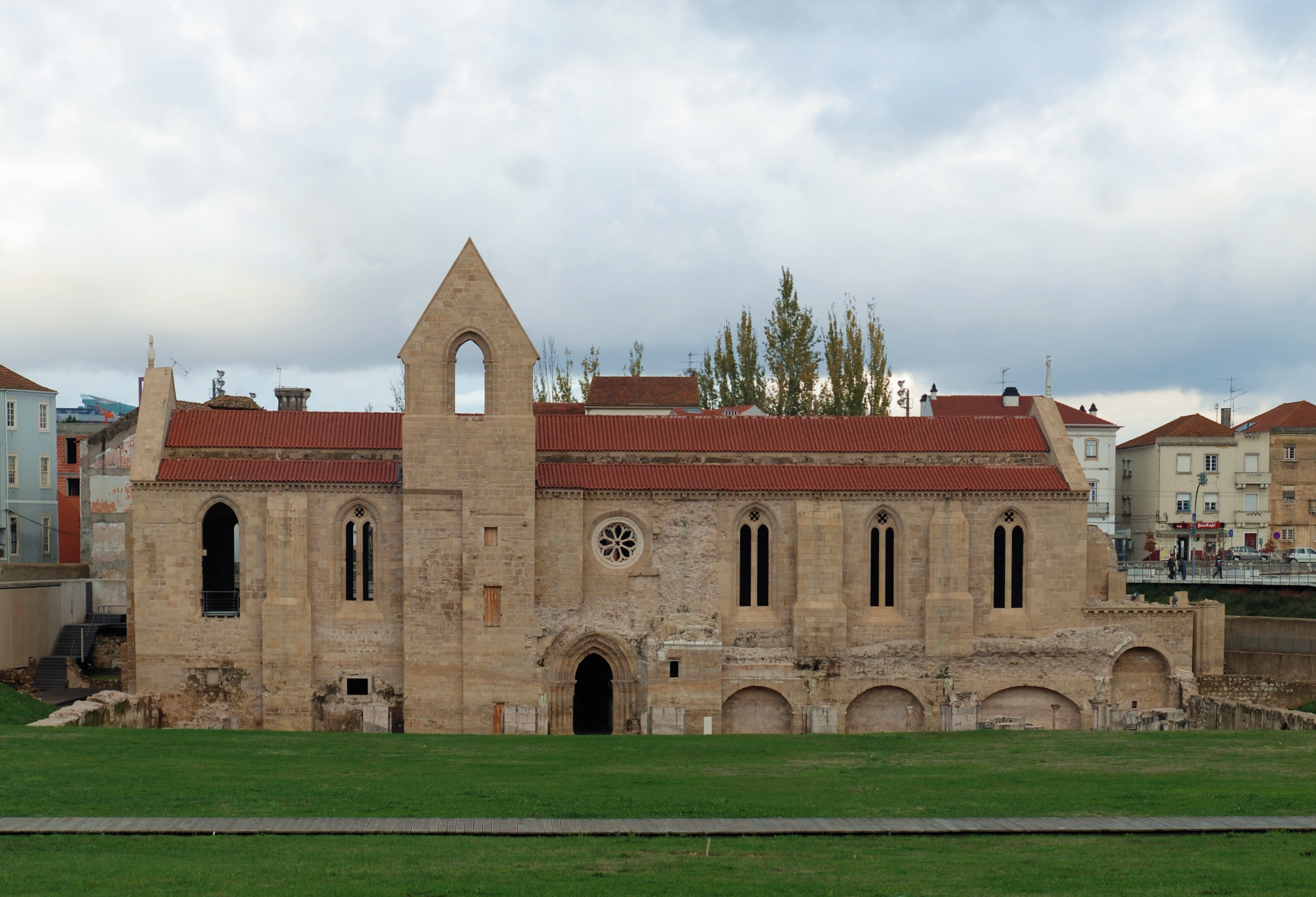
Церква монастиря.

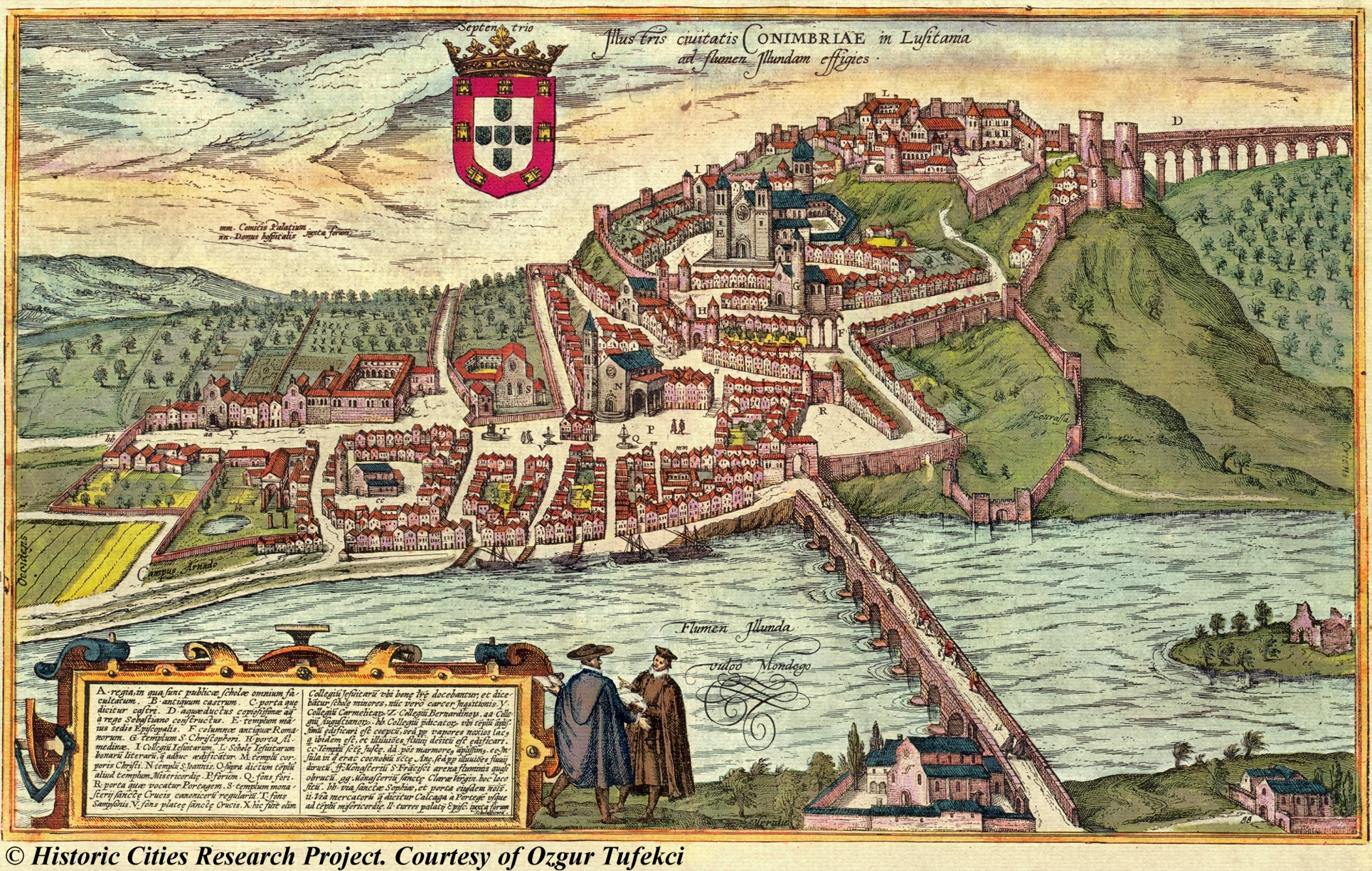
Монастир на карті Коїмбри (в правому нижньому куті).

Монастир святої Клари заснувала в 1280-х роках панна Мор Діаш. Він розташовувався поблизу Коїмбри, тогочасної португальської столиці. Першими мешканцями монастиря були черниці-клариски. За декілька десятиліть, на початку XV століття, обитель занепала через брак  підтримки. 
1314 року португальська королева Ізабела Арагонська, дружина короля Дініша, відома своєю побожністю, наказала відновити обитель і звела біля нього свою резиденцію. 1316 року на місці старого монастиря, на західному березі річки Мондегу, розпочалися будівельні роботи. Вони велися коштом королеви, під наглядом архітектора Домінгуша, що працював при споруджені клуатрів Алкобаського монастиря. Після нього роботами керував Ештеван Домінгеш, будівничий клуатрів Лісабонського катедрального собору. Посвячення монастирської церкви святої Клари відбулося 1330 року. Тут поховали королеву-фундаторку Ізабелу, помістивши її тіло до великого саркофагу. Готичний архітектурний ансамбль нового монастиря за планом та деталями оздоблення нагадував Алкобаську обитель. 
1331 року церква та будівлі монастиря святої Клари постраждали від повіді, спричиненої розливом річки Мондегу. Як з'ясувалося згодом місце розташування обителі було вибране невдало, оскільки протягом наступних століть повені продовжувалися. Черниці добудовували верхні поверхи монастиря, аби зменшити шкоду від природного лиха. Їм допомагала королівська родина, що підтримувала монастир впродовж історії. Зокрема, за правління короля Мануела I, монастирську церкву прикрасили та оздобили вівтарну частину.
Оскільки часті повені робили життя в монастирі нестерпним, 1647 року король Жуан IV наказав черницям полишити його. 1677 останні монахині покинули обитель, переїхавши до Нового монастиря святої Клари, що був збудований на пагорбі поруч. Туди перенесли готичну гробницю королеви-фундаторки Ізабели, а також могили інфант королівського дому
З часом старий монастир перетворився на руїни. Частину його території замулила річка Мондегу. 1910 року залишки монастиря отримали статус національної пам'ятки, внаслідок чого у першій половині ХХ століття були проведені перші роботи для її збереження. Після 1995 року португальський Інститут археології провів археологічні розкопки, прибрав мул і воду з фундаментів колишнього монастиря. В ході робіт було відкрито й законсервовано велику кількість архітектурних артефактів. З 2006 року колишній монастир перетворили на музей.

## Галерея

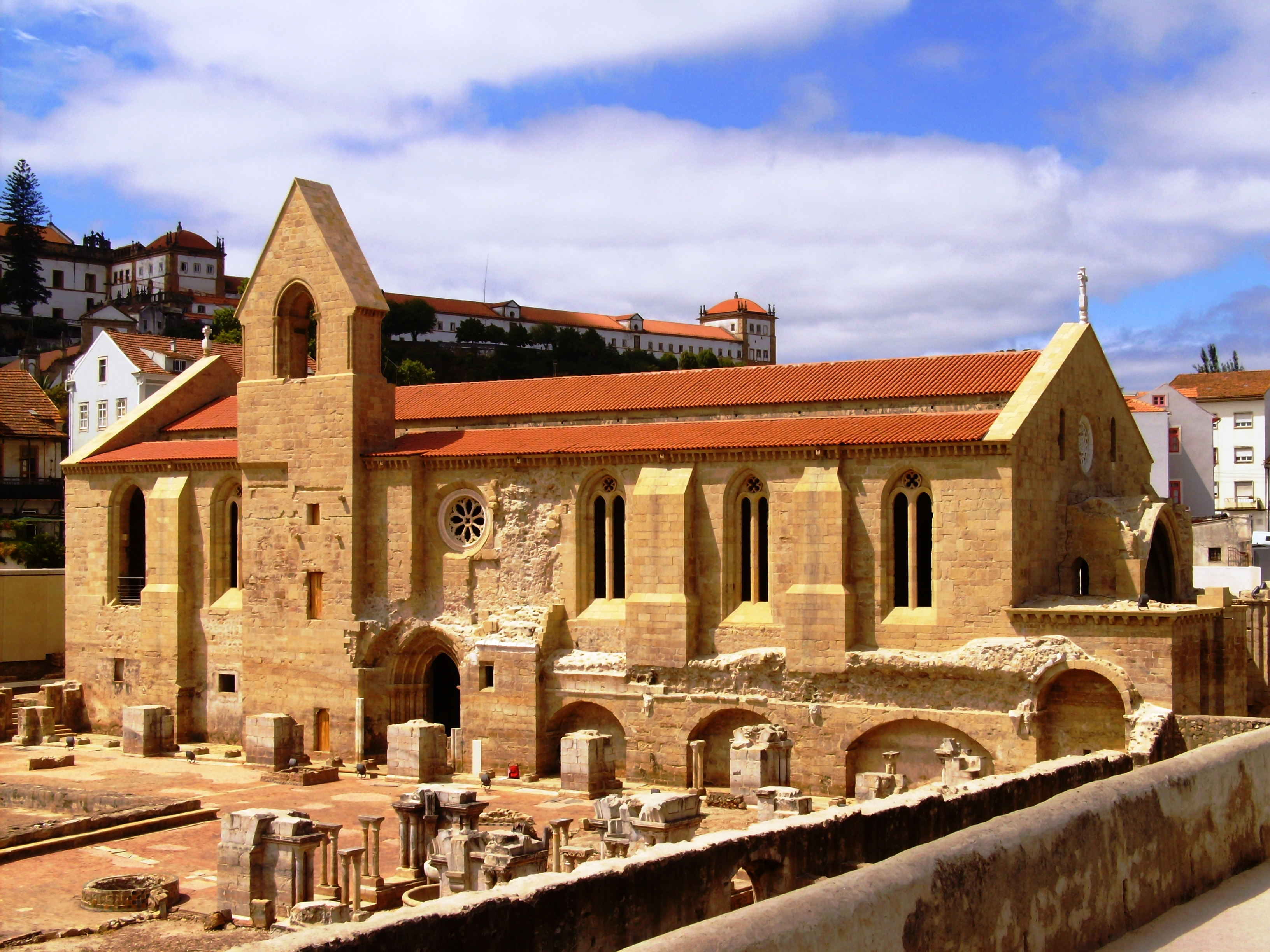
Церква
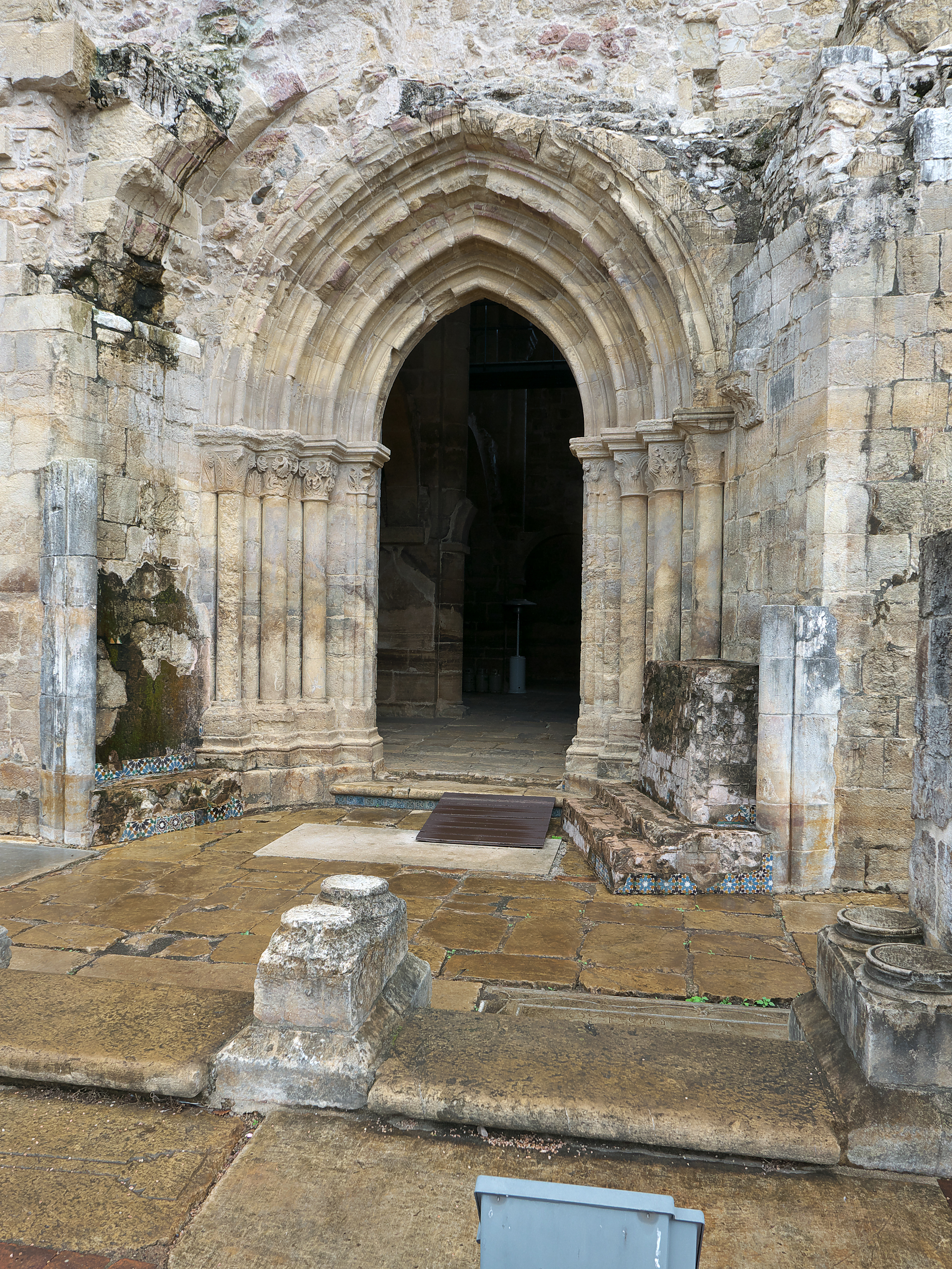
Портал
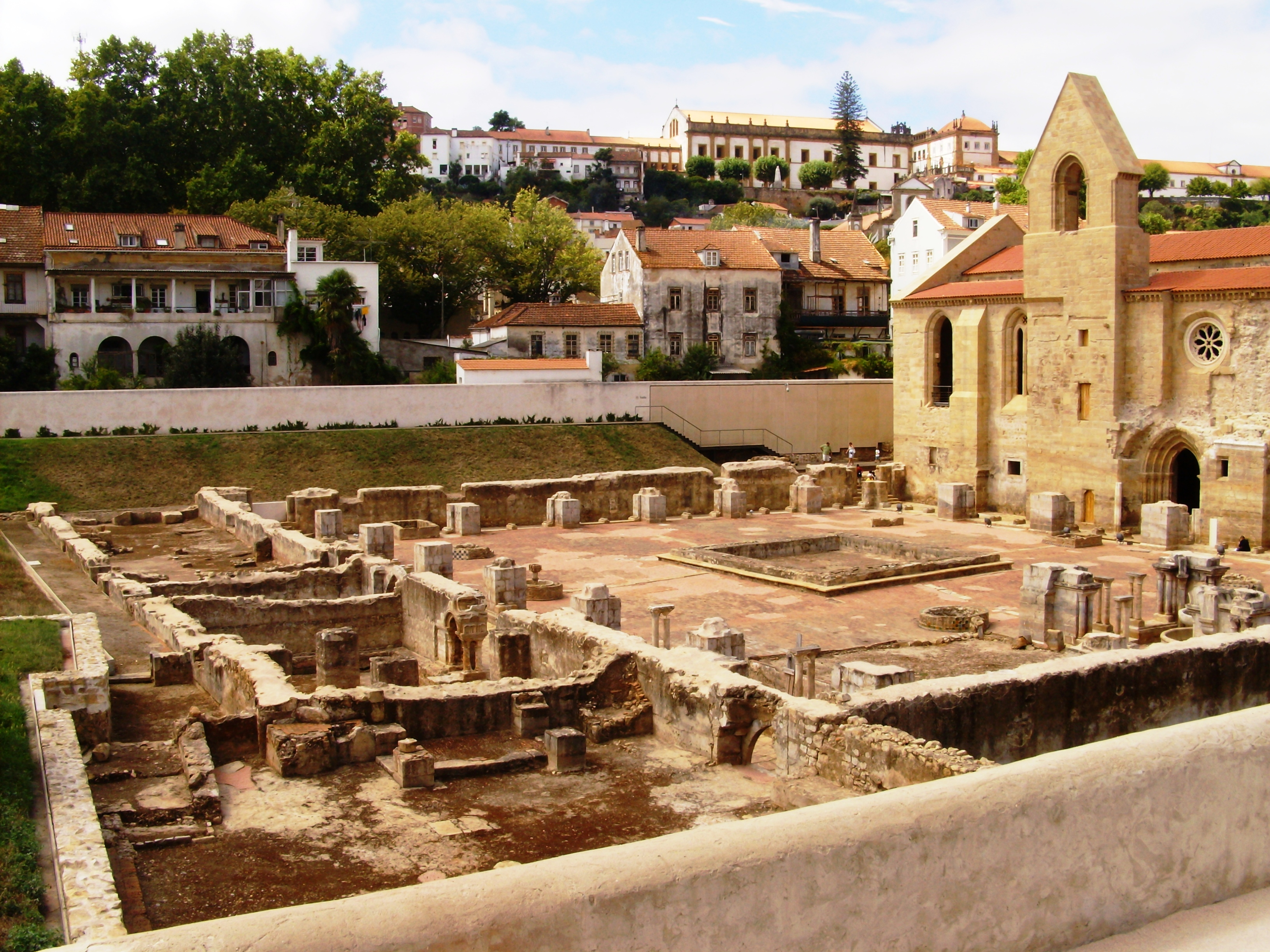
Клуатр
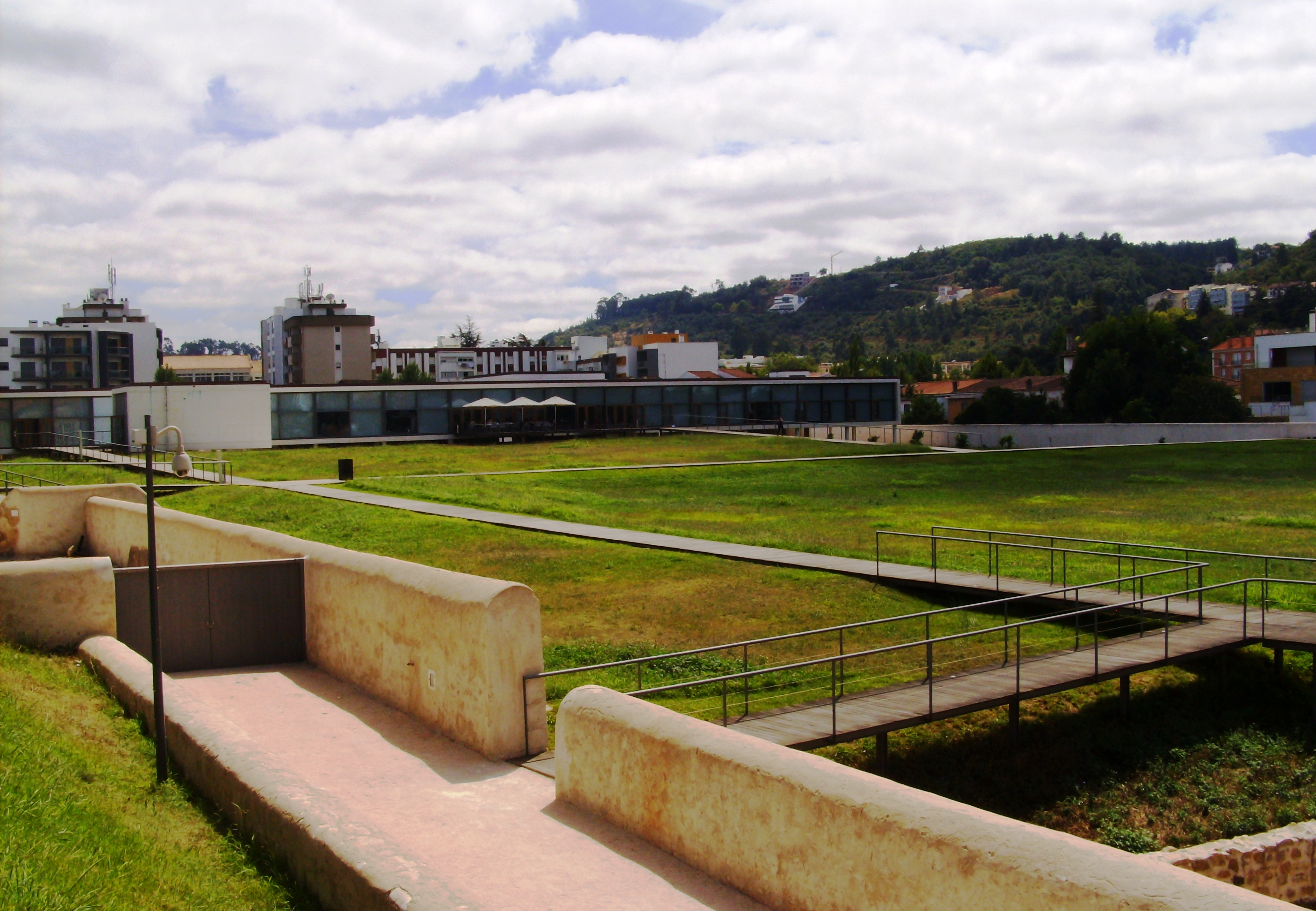
Музей